# Протекторат
Протекторат (от лат.: protection – опека, защита) е форма на политическа зависимост, при която държавата, при съхраняване на държавно си устройство, е зависима в политиката си от по-силната държава – протектор.
Протекторатът запазва някои свои институции, държавния си глава, правителството и администрацията си, но се намира под контрола на чужда държава, която управлява външните ѝ отношения, примерно външната политика и международната ѝ търговия.
Често протекторатът е форма на колониализъм, а състоянието на протекция е резултат от непълноправен договор с по-силната държава.